# 小行星9095
小行星9095（英語：9095）是一颗围绕太阳公转的小行星。1995年11月16日，上田清二、金田宏在钏路市发现了此天体。
这颗小行星的绝对星等为68.10109等。